# ティエリー・サビーヌ

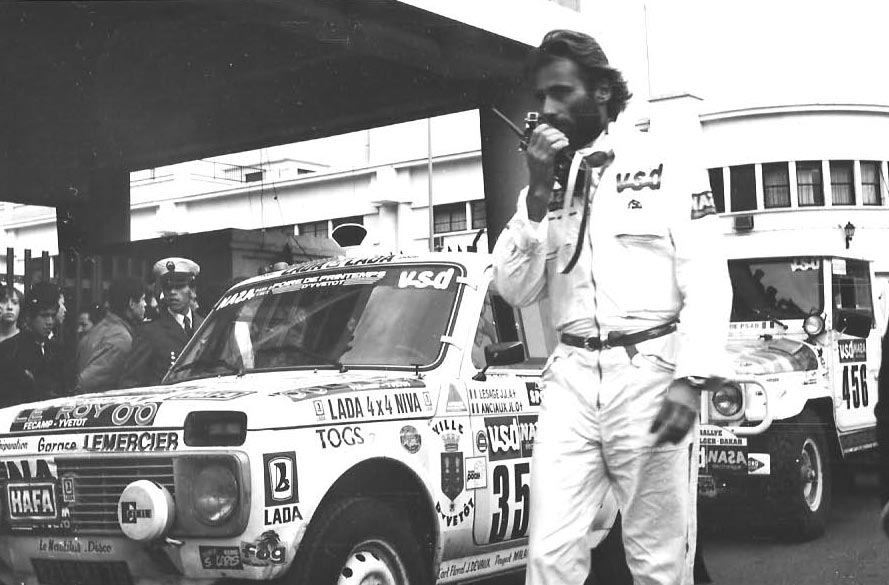
1986年のパリ・ダカールラリー中のサビーヌ、1月4日

ティエリー・サビーヌ（英: Thierry Sabine、1949年6月13日 - 1986年1月14日）はフランスのカーレーサー、ラリースト、実業家。
1978年に世界一過酷なクロスカントリーラリー「パリ・ダカールラリー」を創設した人物として知られる。

## 概要
歯科医でラリー参戦経験もある父・ジルベールサビーヌ（1919年〜2016年12月31日（97歳没））の下に生まれた。
1969年には父をナビゲーターとしてトゥーケナショナルラリーにおいてラリーデビュー（マシンはアルピーヌ・A110）。以降はバーナード・サレなどをナビとして国内を転戦。ERC（欧州ラリー選手権）のフランスラウンドやラリー・モンテカルロにもエントリーした。マシンは様々だが、A110やポルシェ・911、フォード・カプリが主だった。またバイクで当時勃興し始めていたラリーレイドイベントにも参戦した。
ル・マン24時間レースにも1975〜1977年に911を駆って参戦し、1975年にクラス3位で完走している。
1977年、ニース（フランス）〜アビジャン（コートジボワール）を繋ぐ「コート-コート・ラリー」で、彼は人里離れたリビア砂漠で、水も食料も尽き、燃料の切れたバイクも乗り捨てて3日間迷って瀕死状態に陥り、捜索もほぼ打ち切られるという絶望的な状況の中、捜索を諦めなかった主催者のジャン＝クロード・ベルトランの小型飛行機によって発見されるという九死に一生の大冒険を体験した。しかしこれは苦い体験どころか、広大なアフリカの砂漠の世界に魅了された素晴らしい冒険の体験としてサビーヌの胸に刻まれ、彼は新たにアフリカの砂漠を舞台としたラリーレイドの開催にその人生を捧げることとなる。
彼は少し前からレースオーガナイザーとしても仕事をしており、1974年にはラリー・ドゥ・トゥーケ（後のティエリー・サビーヌ・クラシック）を創設している。また1978年に同じくトゥーケを起点とするバイクのラリーも生み出した。
ダカール・ラリーはサビーヌの「行く者には挑戦を。残る者には夢を」というモットーとともに1978年末〜1979年初頭に開幕した。これと入れ替わるようにベルトランは計画の失敗でラリーを開催しなくなってしまったため、偶然にもサビーヌがベルトランの意志を受け継ぐような形となった。後にダカール・ラリーはモータースポーツを代表するイベントの一つに成長した。
彼は細かい気配りをする人物として知られ、1983年大会でテネレ砂漠で砂嵐により40人の競技者が迷った際は、ヘリコプターやセスナを4日間飛ばし、上空から全員を導いて救出したという。競技者のニコル・メトロは聖書のモーゼの件りを引用しつつ、「ティエリー・サビーヌは羊達を上空のヘリコプターから見守り、迷える人々を助けるために飛行機で舞い降りる神様のようだった」と語った。

### 死亡事故
1986年1月14日、ダカール開催期間中のマリにおいて、サビーヌはゲストとして呼んだ、当時フランスで人気だったシンガーソングライターのダニエル・バラヴォワーヌと、滞在中の記者、カメラマンとサッカーの試合を観戦するため、ヘリコプター（AS350）に乗り込んだ。パイロットはフランソワ＝ザビエル・バグヌー（モナコ大公・アルベール２世のいとこ）だった。
午後7時、ヘリコプターは砂漠の嵐に遭遇し着陸した。しばらくして再び離陸したが、数分後に墜落・分解し、サビーヌを含む乗客乗員5名全員が死亡した。
再離陸・墜落の経緯については解明されておらず、砂漠のサソリなど毒虫にやられた者がいた説や、当時の紛争地域上空であったため武装勢力に襲撃されたという説などがある。サビーヌが操縦していた可能性も考えられたが、事故当時に誰が操縦者だったかが不明である。ヘリコプターは暗闇と砂嵐で計器飛行を強いられたが、バグヌーは計器飛行の資格を有していた。
テネレ砂漠には彼を偲んで石碑が建てられた。デンマーク人の妻スザンヌ・フルネと13歳の娘エミリーが遺された。
父ジルベールがTSOを継ぎ1987年〜1993年までラリーを主催したが当時74歳と高齢のため、1994年に現在の運営であるASOに会社は売却された。その後も2002年までTSOの名称のまま運営が続けられたが、ASOの組織改革とともに抹消された。ギルバートは息子の死の30年以上後の2019年12月31日に97歳で死去した。
サビーヌの死後も彼と彼の冒険精神を慕う者は多く、2009年のダカールの南米移転後、彼が存命中に競技者として活躍した者たちによって、パリ〜ダカール間のラリーレイドイベントを再現したアフリカ・エコレースが立ち上げられた。このイベントの公式HPには「ティエリー・サビーヌの足跡を追って」と掲げられている。